# 國府津站
國府津站（日语：／ Kōzu eki */?）是位於日本神奈川縣小田原市，由東日本旅客鐵道（JR東日本）與東海旅客鐵道（JR東海）所共用的鐵路車站。本站與其他如熱海或甲府等同為JR東日本、JR東海間的在來線分界車站有點不同，站內完全見不到JR東海路線（御殿場線）的路線代表色與企業配色出現在發車標誌與簡介導引設施上。

## 停靠路線
本站的所屬線東海道本線以及以本站為起點的御殿場線皆在本站停靠。車站編號分別為東海道線的JT 14、御殿場線的CB00。
本站在內的東海道本線東京至熱海區間由JR東日本管轄（JR東日本為第一種鐵道事業者），御殿場線全線屬JR東海管轄。而本站則是JR東日本的管轄站，由JR東日本橫濱支社負責月台、站房管理與車站業務。
東海道本線有東京站起迄系統、經新宿站直通高崎線的湘南新宿線、經東京站與上野站直通宇都宮線或高崎線的上野東京線三種運轉系統。2021年3月13日改點起成為新設的特急「湘南」停靠站。
由於御殿場線屬於JR東海管轄，因此無法使用JR東日本發售的「東京近郊假日一日券」（休日おでかけパス）。相反地，JR東海發售的「休日乗り放題きっぷ」也無法搭乘本站的東海道本線。而本站也是JR東海313系等JR東海近郊型車輛運行的最東端。

## 歷史
- 1887年（明治20年）7月11日 - 舊橫濱站～國府津間開通，本站開業。
- 1888年（明治21年）7月1日 - 站內開始販賣車站便當（是東海道本線沿線最早開始販賣車站便當的車站）。
- 1889年（明治22年）2月1日 - 作為東海道本線的一部份，國府津站～御殿場站～靜岡站通車。
- 1920年（大正9年）10月21日 - 熱海線國府津站～小田原站通車。
- 1925年（大正14年）12月13日 - 橫濱站～國府津站間電氣化。
- 1934年（昭和9年）12月1日 - 丹那隧道完成，熱海站至沼津站複線電氣化，熱海線併入東海道本線，經御殿場的路線獨立為御殿場線。
- 1970年（昭和45年）5月20日 - 貨物處理業務移交給新設的西湘貨物站，本站停止貨物處理業務。
- 1970年（昭和45年）12月 - 站房改建。
- 1980年（昭和55年） - 國府津運轉所成立。
- 1985年（昭和60年）3月14日 - 行李處理業務廢止。
- 1987年（昭和62年）4月1日 - 國鐵分割民營化，為JR東日本和JR東海之分界車站。
- 2004年（平成16年） - 組織改編，國府津電車區改稱國府津車輛中心。
- 2007年（平成19年） - 站前廣場的改建工程開始，
- 2012年（平成24年）3月16日：廢除東海道線東京方向至本站直通御殿場線的列車。
- 2021年（令和3年）3月13日：劃入JR東海IC卡「TOICA」使用範圍[7][8]。

## 車站構造
本站是由側式月台1面1線與島式月台2面4線組成的地面車站。站房設於側式月台旁，為四層樓建築，但旅客空間並不大。本站東京方向有個機關庫是日本最早的鋼筋混擬土建築，但現已拆除。月台間透過地下道及天橋連通。原則上1、2、4、5號線由JR東日本東海道線使用，3號線由JR東海御殿場線使用。3番線下曾我方向有御殿場線的0公里里程標。
此站由JR東日本管理，而1號線事務室附近設有JR東海沼津運輸區的國府津詰所。兩公司的財產分界在下曾我方向的第一場內號誌機（最外側號誌機、小田原厚木道路北側）。
JR東海御殿場線線路在下曾我方向以高架跨越JR東日本東海道線上行線後往御殿場方向前進。御殿場線在本站與下曾我站之間與JR東日本國府津車輛中心出入區線（出入庫線）並行，因此此段類似複線構造。由於車輛中心的出入調度，有部分列車以本站為起訖站。另外，出入區線也有行駛社員輸送車。
另外，御殿場線有一條貨物線可在站內連通東海道貨物線。這也是高架橋前御殿場線所使用的路線。現在主要是東海道貨物線列車出入庫使用。
本站為JR東日本的直營站，並下管二宮站（也負責鴨宮站營業時間外的遠距服務）。站內設有綠色窗口、指定席售票機與自動驗票閘門、自動售票機。雖然東海道線（熱海、東京方向）是Suica使用範圍，御殿場線（松田方向）是TOICA使用範圍，但除了定期券外，兩區域無法跨區搭乘（東京、熱海方向 - 本站 - 松田方向）。搭乘御殿場線是本站時須使用TOICA簡易驗票閘門。

### 月台配置
| 月台 | 路線     | 方向 | 目的地                                                              |
| ---- | -------- | ---- | ------------------------------------------------------------------- |
| 1、2 | 東海道線 | 下行 | 小田原、熱海、伊東、沼津方向 （上野東京線）                         |
| 3    | 御殿場線 | -    | 松田、山北、御殿場、沼津方向                                        |
| 4、5 | 東海道線 | 上行 | 橫濱、品川、東京、上野、澀谷、新宿方向 （上野東京線）（湘南新宿線） |

（來源：JR東日本:車站構內圖（页面存档备份，存于））

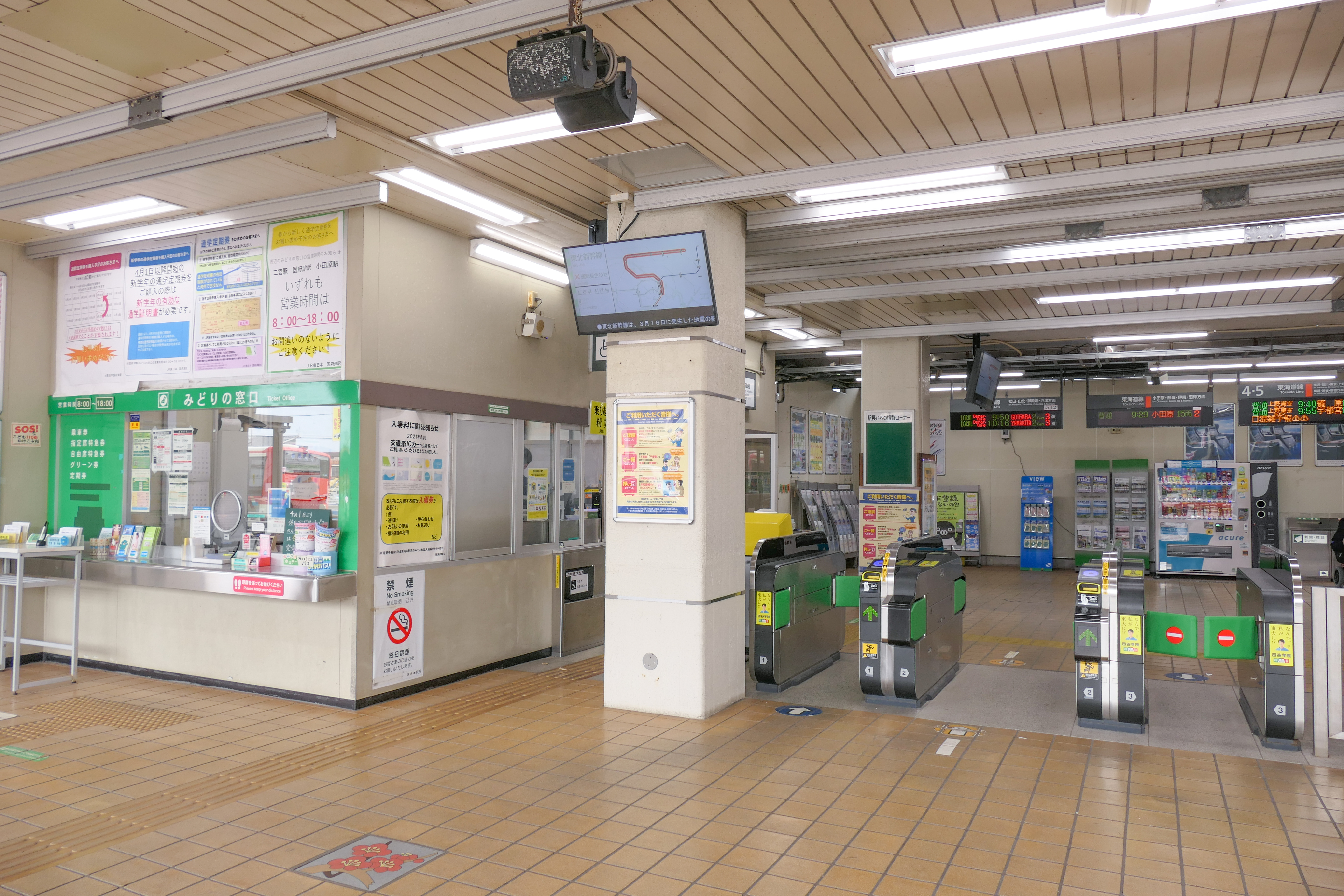
驗票閘口（2022年4月）
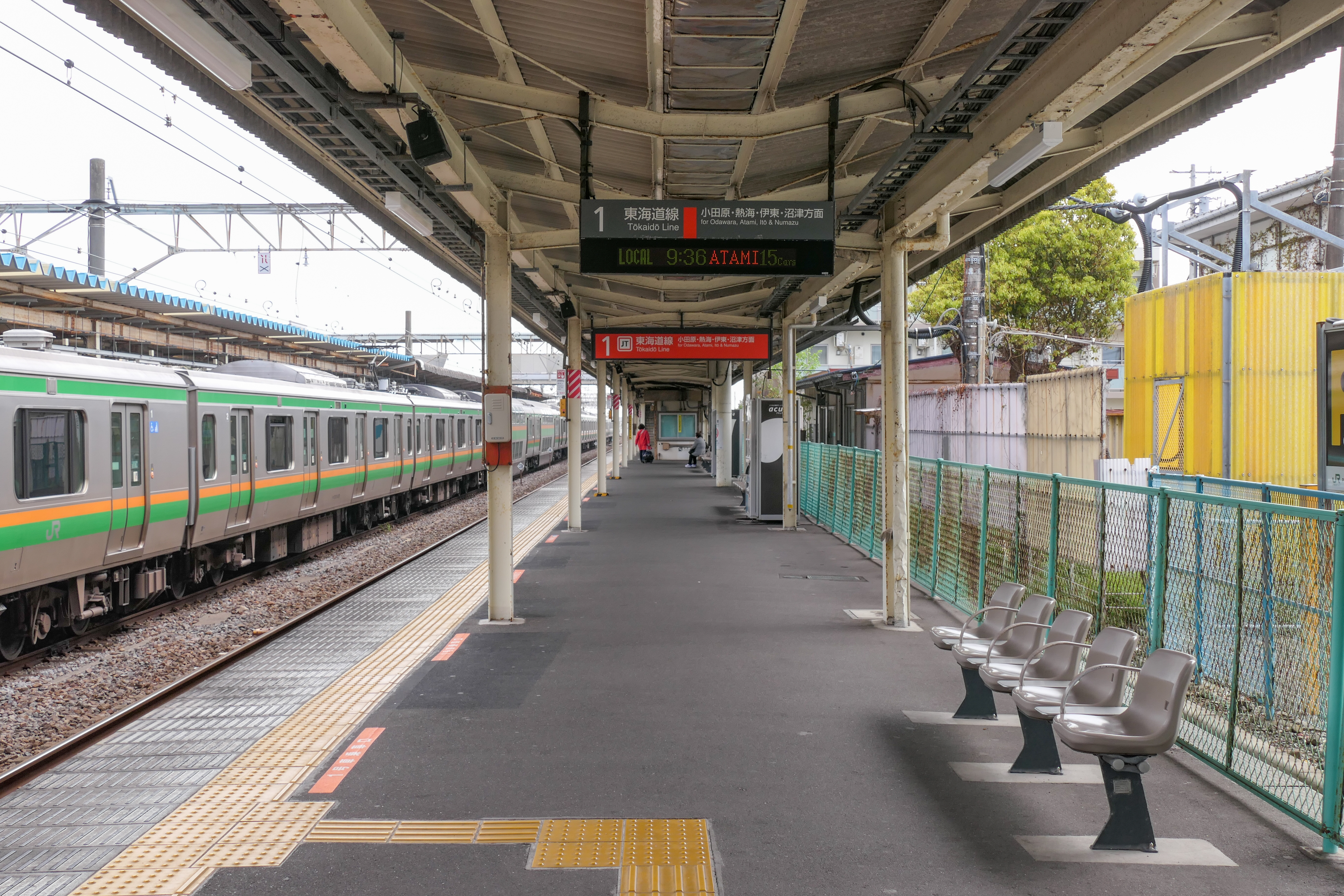
1號月台（2022年4月）
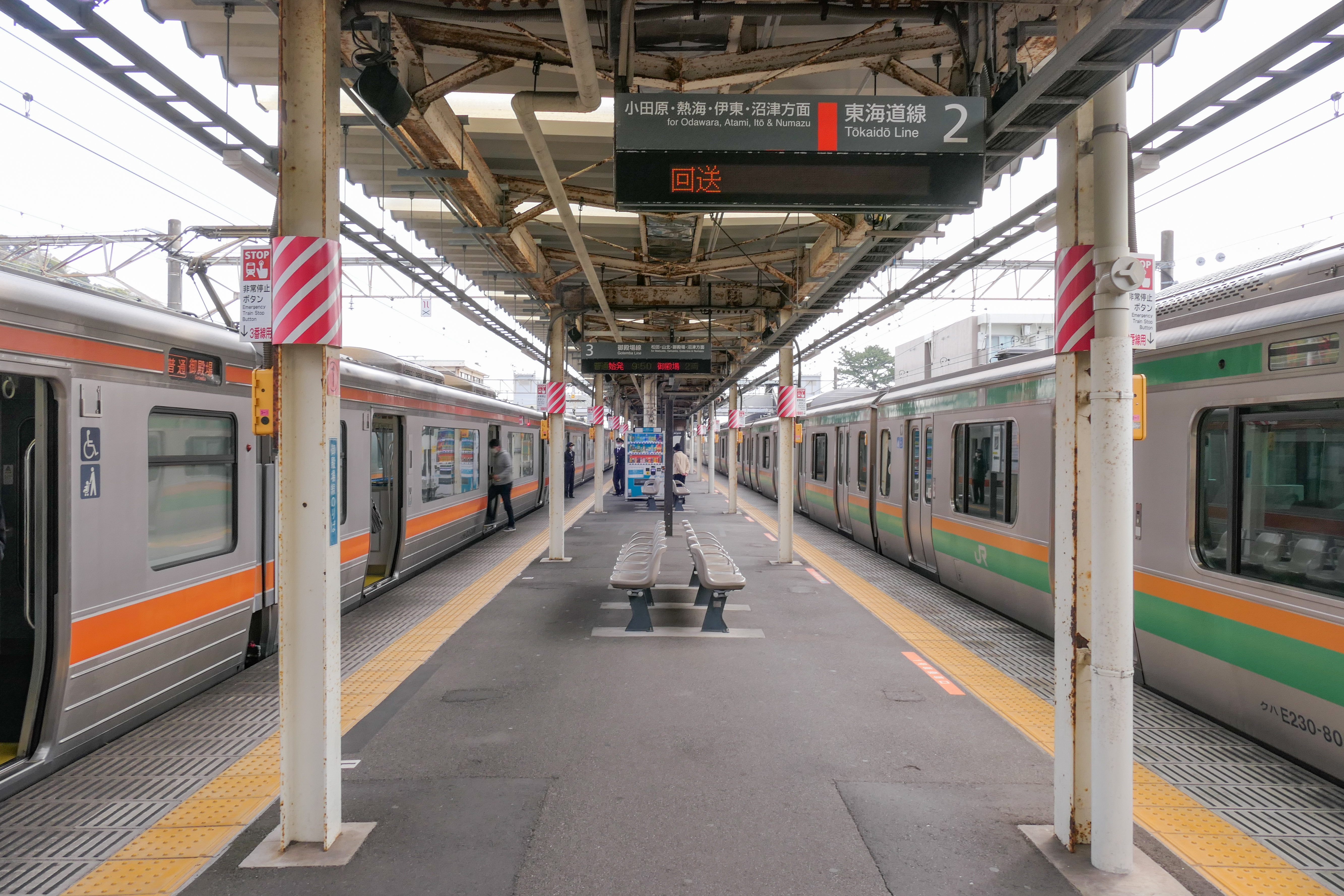
2號與3號月台（2022年4月）
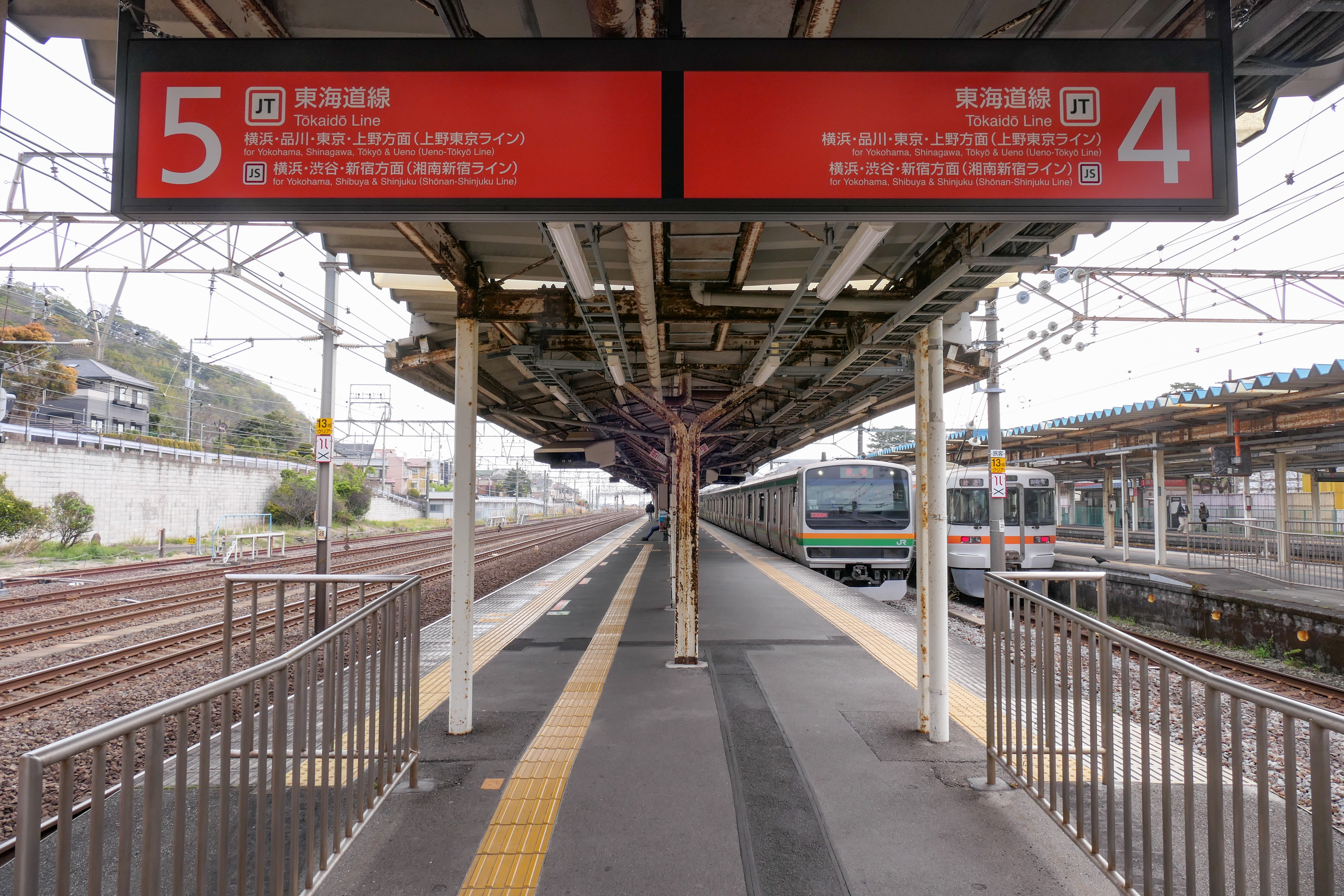
4號與5號月台（2022年4月）

## 車站便當
1888年（明治21年）7月，在足柄下郡國府津村（今小田原市一部份）經營旅館業的飯沼秀（飯沼ヒデ），在國府津停車場站區內銷售「用竹葉包裹、添加了醃黃蘿蔔的握飯團」（竹の皮に包んだ握り飯に沢庵を添えたもの），成為東海道本線上銷售車站便當的濫觴。從那時開始，在明治時代國府津車站還陸續存在過多款口味不同的便當：
- 上等御便當：菜單內含玉子燒、魚類、蒲鉾、雞肉、三種醃菜（香ノ物）、米飯
- 御便當（並）：菜單內含玉子燒、魚類、蒲鉾、黑豆、椎茸、香之物、米飯
- 三明治
- 御鯛飯
- 洋食御弁當 - 獻立：

是現在小田原站等便當販賣會社「東華軒」（神奈川縣小田原市）之初代經營者。

## 使用情況
2019年（令和元年）度1日平均上車人次為5,845人。是東海道線快速「ACTY」在小田原以東使用人次最少的停靠站，也比通過站的鴨宮站、二宮站、大磯站、辻堂站還要少。
此數據不包括JR東海上車人次。
近年的推移如下表。
| 年度               | 1日平均 上車人次 | 來源     |
| ------------------ | ---------------- | -------- |
| 1995年（平成07年） | 7,576            | [ * 1 ]  |
| 1998年（平成10年） | 7,500            | [ * 2 ]  |
| 1999年（平成11年） | 7,298            | [ * 3 ]  |
| 2000年（平成12年） | 6,998            | [ * 3 ]  |
| 2001年（平成13年） | 6,820            | [ * 4 ]  |
| 2002年（平成14年） | 6,702            | [ * 5 ]  |
| 2003年（平成15年） | 6,527            | [ * 6 ]  |
| 2004年（平成16年） | 6,492            | [ * 7 ]  |
| 2005年（平成17年） | 6,464            | [ * 8 ]  |
| 2006年（平成18年） | 6,571            | [ * 9 ]  |
| 2007年（平成19年） | 6,634            | [ * 10 ] |
| 2008年（平成20年） | 6,575            | [ * 11 ] |
| 2009年（平成21年） | 6,489            | [ * 12 ] |
| 2010年（平成22年） | 6,441            | [ * 13 ] |
| 2011年（平成23年） | 6,364            | [ * 14 ] |
| 2012年（平成24年） | 6,289            | [ * 15 ] |
| 2013年（平成25年） | 6,370            | [ * 16 ] |
| 2014年（平成26年） | 6,283            | [ * 17 ] |
| 2015年（平成27年） | 6,322            | [ * 18 ] |
| 2016年（平成28年） | 6,067            | [ * 19 ] |
| 2017年（平成29年） | 5,998            |          |
| 2018年（平成30年） | 6,000            |          |
| 2019年（令和元年） | 5,845            |          |

## 車站周邊
本站位於小田原站市區擴張段的東端。南側有現代東海道國道1號線與西湘繞道，西湘繞道在此地有國府津交流道。車站南方的沙灘在過去曾開設國府津海水浴場。
周邊在戰前是湘南避暑避寒勝地，臨海的丘陵地有許多知名政財界人士的別墅。
車站後方往御殿場線方向的丘陵地盛產蜜柑。
國府津的「國府」是指過去大磯町西部（國府本鄉、國府新宿附近）的相模國國府，「津」則表示港口，意為鄰近國府的港口。
本站與下曾我站之間有JR東日本的國府津車輛中心。
- 小田原市役所國府津站前窗口櫃台
- 小田原國府津郵便局
- 小田原市立國府津小學校（日语：小田原市立国府津小学校）
- 小田原市立國府津中學校（日语：小田原市立国府津中学校）
- 山近紀念綜合醫院（日语：山近記念総合病院）
- 西湘繞道（日语：西湘バイパス）國府津交流道（日语：国府津インターチェンジ）
- 國道1號
- 神奈川縣道72號松田國府津線（日语：神奈川県道72号松田国府津線）
- 神奈川縣道717號沼田國府津線（日语：神奈川県道717号沼田国府津線）
- Frespo小田原City Mall（日语：フレスポ小田原シティーモール）
- 昱科環球儲存小田原事業所
- 獅王小田原工場
- 第一三共小田原工場

## 巴士路線
國府津站
- 由神奈川中央交通西（日语：神奈川中央交通）、箱根登山巴士、富士急湘南巴士（日语：富士急湘南バス）運行。

| 乘車處 | 系統           | 行經                          | 目的地           | 運行公司    | 備註                                  |
| ------ | -------------- | ----------------------------- | ---------------- | ----------- | ------------------------------------- |
| 1      |                | 印刷局前、小田原東高校、山王  | 小田原站         | ●箱根登山   |                                       |
| 1      |                | 印刷局正門前、山王            | 小田原站         | ●箱根登山   | 僅平日2班                             |
| 1      |                | 印刷局前、山王                | 城東車庫前       | ●箱根登山   | 1日僅2班                              |
| 2      |                | City Mall北、矢作             | 鴨宮站           | ●箱根登山   |                                       |
| 2      | Dynacity、矢作 |                               | 鴨宮站           | ●箱根登山   |                                       |
| 2      |                | Dynacity、美濃里橋            | 鴨宮站           | ●箱根登山   | 僅平日1班                             |
| 2      |                | Dynacity、小田原東郵便局      | 鴨宮站           | ●箱根登山   | 平日2班、週六日1班                    |
| 2      |                | 巡禮道                        | 鴨宮站           | ●箱根登山   | 平日4班                               |
| 2      |                | City Mall北                   | Dynacity         | ●箱根登山   |                                       |
| 2      |                | 矢作、鴨宮                    | 小田原站         | ●箱根登山   | 平日早晨3班、週六日1班                |
| 2      |                | 矢作、鴨宮                    | 城東車庫前       | ●箱根登山   | 平日2班                               |
| 3      | 國04           |                               | 橘團地           | ●神奈中     | 平日夜間3班、週六夜間2班、假日夜間1班 |
| 3      | 國05           |                               | 橘團地           | ●神奈中     | 平日2班                               |
| 3      | 國06           | Techno Park中央               | 【循環】國府津站 | ●神奈中     |                                       |
| 3      | 二46           | 橘團地、中里                  | 二宮站北口       | ●神奈中     |                                       |
| 3      | 二47           | 橘團地、釜野                  | 二宮站北口       | ●神奈中     |                                       |
| 3      | 二48           | 橘Town Center前、橘團地、中里 | 二宮站北口       | ●神奈中     |                                       |
| 3      | 二49           | Techno Park中央、橘團地、釜野 | 二宮站北口       | ●神奈中     |                                       |
| 3      | 平44           |                               | 小田原站         | ●神奈中     | 週六早晨1班                           |
| 3      | 平45           | 二宮站南口、細石              | 平塚站北口       | ●神奈中     | 週六早晨1班                           |
| 4      | 國02           |                               | 下曾我站         | ●富士急湘南 |                                       |
| 4      | 國07           | 第一生命新大井事業所          | 新松田站         | ●富士急湘南 |                                       |
| 4      | 國08           | 湘光中學校前                  | 新松田站         | ●富士急湘南 |                                       |
| 4      |                |                               | Yeti、Grinpa     | ●富士急湘南 | Yeti Liner 季節運行                   |

- 小田原市在2007年度進行國府津站前廣場整備工程。東側新設巴士專用車道。但是國府津站前交差點仍易發生堵塞。小田原市在2020年度開始實施車潮舒緩對策[14]。預計2022年度完成。

## 相鄰車站
東日本旅客鐵道
- 特急「湘南」部分停靠站。

 東海道線
■快速「ACTY」（東京方向起訖）、■特別快速（經湘南新宿線）
平塚（JT 11）－國府津（JT 14）－小田原（JT 16）
■普通（東京方向起訖）、■快速（經湘南新宿線，下行列車自戶塚站起普通）
二宮（JT 13）－國府津（JT 14）－鴨宮（JT 15）
東海道貨物線
相模貨物－國府津－西湘貨物
※西湘貨物站位於此站－鴨宮站之間的貨物線上。
東海旅客鐵道
 御殿場線
國府津（CB00）－下曾我（CB01）

### 使用情況
JR東日本2000年度以後上車人次
1. ↑  各駅の乗車人員（2000年度） （页面存档备份，存于） - JR東日本
2. ↑  各駅の乗車人員（2001年度） （页面存档备份，存于） - JR東日本
3. ↑  各駅の乗車人員（2002年度） （页面存档备份，存于） - JR東日本
4. ↑  各駅の乗車人員（2003年度） （页面存档备份，存于） - JR東日本
5. ↑  各駅の乗車人員（2004年度） （页面存档备份，存于） - JR東日本
6. ↑  各駅の乗車人員（2005年度） （页面存档备份，存于） - JR東日本
7. ↑  各駅の乗車人員（2006年度） （页面存档备份，存于） - JR東日本
8. ↑  各駅の乗車人員（2007年度） （页面存档备份，存于） - JR東日本
9. ↑  各駅の乗車人員（2008年度） （页面存档备份，存于） - JR東日本
10. ↑  各駅の乗車人員（2009年度） （页面存档备份，存于） - JR東日本
11. ↑  各駅の乗車人員（2010年度） （页面存档备份，存于） - JR東日本
12. ↑  各駅の乗車人員（2011年度） （页面存档备份，存于） - JR東日本
13. ↑  各駅の乗車人員（2012年度） （页面存档备份，存于） - JR東日本
14. ↑  各駅の乗車人員（2013年度） （页面存档备份，存于） - JR東日本
15. ↑  各駅の乗車人員（2014年度） （页面存档备份，存于） - JR東日本
16. ↑  各駅の乗車人員（2015年度） （页面存档备份，存于） - JR東日本
17. ↑  各駅の乗車人員（2016年度） （页面存档备份，存于） - JR東日本
18. ↑  各駅の乗車人員（2017年度） （页面存档备份，存于） - JR東日本
19. ↑  各駅の乗車人員（2018年度） （页面存档备份，存于） - JR東日本
20. ↑  各駅の乗車人員（2019年度） （页面存档备份，存于） - JR東日本

神奈川縣縣勢要覽
1. ↑  線区別駅別乗車人員（1日平均）の推移PDF - 17ページ
2. ↑  神奈川県県勢要覧（平成12年度）- 220ページ
3. 1 2  神奈川県県勢要覧（平成13年度）PDF - 222ページ
4. ↑  神奈川県県勢要覧（平成14年度）PDF - 220ページ
5. ↑  神奈川県県勢要覧（平成15年度）PDF - 220ページ
6. ↑  神奈川県県勢要覧（平成16年度）PDF - 220ページ
7. ↑  神奈川県県勢要覧（平成17年度）PDF - 222ページ
8. ↑  神奈川県県勢要覧（平成18年度）PDF - 222ページ
9. ↑  神奈川県県勢要覧（平成19年度）PDF - 224ページ
10. ↑  神奈川県県勢要覧（平成20年度）PDF - 228ページ
11. ↑  神奈川県県勢要覧（平成21年度）PDF - 238ページ
12. ↑  神奈川県県勢要覧（平成22年度）PDF - 236ページ
13. ↑  神奈川県県勢要覧（平成23年度）PDF - 236ページ
14. ↑  神奈川県県勢要覧（平成24年度）PDF - 232ページ
15. ↑  神奈川県県勢要覧（平成25年度）PDF - 234ページ
16. ↑  神奈川県県勢要覧（平成26年度）PDF - 236ページ
17. ↑  神奈川県県勢要覧（平成27年度）PDF - 236ページ
18. ↑  神奈川県県勢要覧（平成28年度）PDF - 244ページ
19. ↑  神奈川県県勢要覧（平成29年度）PDF - 236ページ

## 外部連結
- 車站資訊（國府津）：東日本旅客鐵道

35°16′51″N 139°12′46.5″E / 35.28083°N 139.212917°E